# George Kelly (Musiker)

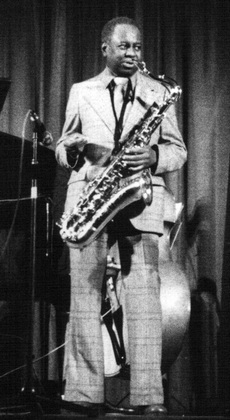
George Kelly 1977

George Kelly (* 31. Juli 1915 in Miami; † 24. Mai 1998) war ein US-amerikanischer Jazz-Tenorsaxophonist, Sänger und Arrangeur.

## Leben und Wirken
Kelly begann mit neun Jahren Klavier zu spielen, bevor er zunächst zum Alt- und schließlich zum Tenorsaxophon wechselte. Er spielte in Florida in lokalen Bands; Panama Francis spielte in seiner Band The Cavaliers; 1938 spielte er bei Zack Whyte. Nach seinem Umzug nach New York spielte er 1941–1944 bei Al Coopers Savoy Sultans, in den 1970er Jahren erneut in den wiederbelebten Savoy Sultans von Panama Francis. Daneben hatte Kelly eigene Bands wie seine Jazz Sultans und arbeitete u. a. mit Lucille Dixon (1948–1950), Doc Cheatham, Tiny Grimes, Gene Krupa, Rex Stewart und 1965 mit Cozy Cole. 1970 ging er mit Jay McShann und Tiny Grimes auf Europatour und war 1970–1976 Mitglied in der Begleitband der Ink Spots. 1976 tourte er mit Ram Ramirez in Europa; neben den Savoy Sultans war er in dieser Zeit auch Mitglied der Harlem Jazz & Blues Band. 1982 spielte er in Lionel Hamptons Bigband mit Axel Zwingenberger.
Unter eigenem Namen nahm Kelly für die Label Dharma (1976), Black & Blue (1979), Barron (1982), Vanacore (1982), Sam Hot (1984) und Stash auf. Auf seinem 1984 entstandenen Album Music of Don Redman spielte er u. a. mit Richard Wyands, Bucky Pizzarelli, George Duvivier und Butch Miles. Er war (mit Mayme Watts und Sidney Wyche) Co-Komponist des Titels Don't Be on the Outside, der u. a. von Sarah Vaughan/Clifford Brown oder Shirley Horn interpretiert wurde. Kelly galt als Musiker in der Coleman-Hawkins-Tradition.

## Diskographische Hinweise
- Stealing Apples (Dharma Records)
- Sarah Vaughan: In the Land of Hi-Fi (1955)
- Rex Stewart – Rendezvous With Rex (Felsted Records, 1958)
- Live at the West End Cafe (1982), mit Irving Stokes, Richard Wyands, Peck Morrison, Ronnie Cole